# .wf
.wf ist die länderspezifische Top-Level-Domain (ccTLD) des französischen Überseegebietes Wallis und Futuna. Sie wurde am 14. November 1997 eingeführt und wird von der Association Française pour le Nommage Internet en Coopération (kurz AFNIC) verwaltet. Sie gehört neben .bl, .gf, .gp, .mf, .mq, .pm, .re, .tf und .yt zu den mit .fr assoziierten Domains.

## Geschichte
Nach der Einführung war es zunächst nicht möglich, .wf-Domains zu registrieren. Auf Anfrage der Regierung von Wallis und Futuna wurden jedoch im Jahr 2008 dreizehn Adressen registriert. Seit dem 6. Dezember 2011 gelten für .wf aber die gleichen Kriterien wie für .fr, sodass beliebige Domains angemeldet werden können.

## Kriterien
Prinzipiell dürften alle natürlichen und juristischen Personen mit Wohnsitz beziehungsweise Niederlassung in der Europäischen Union, Schweiz, Liechtenstein, Island oder Norwegen eine .wf-Domain registrieren. Privatpersonen müssen bei der Anmeldung ihr Geburtsdatum und den Geburtsort angeben.